# Dibiyapur
Dibiyapur è una suddivisione dell'India, classificata come nagar panchayat, di 20.602 abitanti, situata nel distretto di Auraiya, nello stato federato dell'Uttar Pradesh. In base al numero di abitanti la città rientra nella classe III (da 20.000 a 49.999 persone).

## Geografia fisica
La città è situata a 26° 38' 09 N e 79° 33' 24 E.

## Società

### Evoluzione demografica
Al censimento del 2001 la popolazione di Dibiyapur assommava a 20.602 persone, delle quali 10.962 maschi e 9.640 femmine. I bambini di età inferiore o uguale ai sei anni assommavano a 2.868, dei quali 1.592 maschi e 1.276 femmine. Infine, coloro che erano in grado di saper almeno leggere e scrivere erano 15.682, dei quali 8.744 maschi e 6.938 femmine.